# Carbachol
Le carbachol, est une molécule parasympathomimétique utilisée en tant que collyre dans le traitement de certains types de glaucome.

## Usage médical
C'est un médicament utilisé pour traiter le glaucome ou lors d'une chirurgie oculaire. Habituellement, d'autres agents tels que la pilocarpine ou l'acétylcholine sont préférés. Il est utilisé sous forme de collyre ou injecté dans l’œil.

## Effets secondaires
Les effets secondaires courants comprennent une gêne oculaire, des maux de tête, une vision floue, des difficultés à voir dans des conditions de faible luminosité et des yeux rouges; d'autres effets secondaires peuvent inclure des réactions allergiques, un décollement de rétine, de la diarrhée, une hypotension artérielle, des sueurs et des arythmies. La sécurité pendant la grossesse n'est pas claire. Il s'agit d'un agoniste cholinergique qui se lie aux récepteurs de l'acétylcholine et les active.

## Histoire
Le carbachol a été approuvé pour un usage médical aux États-Unis en 1972. Il figure sur la liste des médicaments essentiels de l'Organisation mondiale de la santé comme alternative à la pilocarpine. Aux États-Unis, la solution injectable dans l’œil coûte environ 27 dollars américain par dose à partir de 2021.